# Unterseeboot 442
 (août 2016).
Si vous disposez d'ouvrages ou d'articles de référence ou si vous connaissez des sites web de qualité traitant du thème abordé ici, merci de compléter l'article en donnant les références utiles à sa vérifiabilité et en les liant à la section « Notes et références ».
L'Unterseeboot 442 ou U-442 est un U-Boot type VIIC utilisé par la Kriegsmarine pendant la Seconde Guerre mondiale.
Le sous-marin est commandé le 5 janvier 1940 à Dantzig (Schichau-Werke), sa quille posée le 19 octobre 1940, il est lancé le 17 janvier 1942, et mis en service le 21 mars 1942, sous le commandement du Fregattenkapitän Hans-Joachim Hesse.
Le sous-marin a participé à cinq Rudeltaktik.
Il est coulé en février 1943 dans l'Atlantique Nord au large du Portugal.

## Conception
Unterseeboot type VII, l'U-442 avait un déplacement de 769 tonnes en surface et 871 tonnes en plongée. Il avait une longueur totale de 67,10 m, un maître-bau de 6,20 m, une hauteur de 9,60 m, et un tirant d'eau de 4,74 m. Le sous-marin était propulsé par deux hélices de 1,23 m, deux moteurs diesel Germaniawerft M6V 40/46 de 6 cylindres en ligne de 1 400 cv à 470 tr/min, produisant un total de 2 060 à 2 350 kW en surface et de deux moteurs électriques AEG GU 460/8-276 de 375 cv à 295 tr/min, produisant un total 550 kW, en plongée. Le sous-marin avait une vitesse en surface de 17,7 nœuds (32,8 km/h) et une vitesse de 7,6 nœuds (14,1 km/h) en plongée. Immergé, il avait un rayon d'action de 80 milles marins (150 km) à 4 nœuds (7,4 km/h; 4,6 milles par heure), et pouvait atteindre une profondeur de 230 m. En surface son rayon d'action était de 8 500 milles nautiques (soit 15 700 km) à 10 nœuds (19 km/h). 
L'U-442 était équipé de cinq tubes lance-torpilles de 53,3 cm (quatre montés à l'avant et un à l'arrière) qui contenait quatorze torpilles. Il était équipé d'un canon de 8,8 cm SK C/35 (220 coups) et d'un canon antiaérien de 20 mm Flak. Il pouvait transporter 26 mines TMA ou 39 mines TMB. Son équipage comprenait 4 officiers et 40 à 56 sous-mariniers.

## Historique
Il sert dans la 5. Unterseebootsflottille (flottille d'entrainement) jusqu'au 30 septembre 1942 et dans la 7. Unterseebootsflottille jusqu'à sa perte. 
Sa première patrouille du 17 septembre au 16 novembre 1942, au départ de Kiel, se déroule dans l'Atlantique Nord. Il intercepte le convoi UR-42 au large de l'Islande. Le 25 septembre à 16h, l'U-442 torpille et coule le cargo vapeur britannique Empire Bell. Dix des trente-sept membres d'équipage périssent dans l'attaque, les survivants sont sauvés par le navire norvégien Lysaker IV et débarqués à Reykjavik. Il coule également le navire Hatimura de 6 690 tonneaux, le 4 novembre. Le navire avait été endommagé trois heures plus tôt par l'U-132. Le U-132 est coulé à la suite de l'explosion du navire. 
L'U-442 rentre à Saint-Nazaire, en France occupée, le 3 novembre 1942.
Sa deuxième patrouille du 20 décembre 1942 au 12 février 1943, au départ de Saint-Nazaire, se passe dans l'Atlantique Nord, à l'ouest du Golfe de Gascogne. Le matin du 9 janvier, l'U-442 attaque le convoi TM-1 à l'ouest des Îles Canaries, il rapporte deux attaques contre des pétroliers ; en faits, il en coule un : le pétrolier SS Empire Lytton, avec trois torpilles. Quatorze marins sont tués dans ce naufrage. Les 34 survivants sont sauvés par les HMS Havelock et HMS Saxifrages.
Dans la soirée du 27 janvier il coule le Liberty Ship Julia Ward Howe, un retardataire du convoi UGS-4. 
La première torpille lancée à 18h07 frappe le côté tribord. Le navire gite de 15° sans couler  Trois hommes, dont le capitaine, sont tués ; soixante-dix survivants sont sauvés. 40 minutes après le début de l'attaque, l'U-442 porte le coup de grâce et le brise en deux.
L'U-442 est coulé le 12 février 1943, par des charges de profondeur lancées par un Lockheed Hudson britannique à la position 37° 32′ N, 11° 56′ O à l'ouest du Cap Saint-Vincent.
Les 48 membres d'équipage meurent dans cette attaque.

## Affectations
- 5. Unterseebootsflottille du 21 mars 1942 au 30 septembre 1942 (Période de formation).
- 7. Unterseebootsflottille du 1er octobre 1942 au 12 février 1943 (Unité combattante).

## Commandement
- Fregattenkapitän Hans-Joachim Hesse du 21 mars 1942 au 12 février 1943.

## Patrouilles
|       | Commandant                 | Départ            | Départ      | Arrivée          | Arrivée     | Jours     | Succès   |
| ----- | -------------------------- | ----------------- | ----------- | ---------------- | ----------- | --------- | -------- |
| 1     | FrgKpt. Hans-Joachim Hesse | 17 septembre 1942 | Kiel        | 16 novembre 1942 | St. Nazaire | 61 jours  | 8 434    |
| 2     | FrgKpt. Hans-Joachim Hesse | 20 décembre 1942  | St. Nazaire | 12 février 1943  | Coulé       | 55 jours  | 16 983   |
| Total | Total                      | Total             | Total       | Total            | Total       | 116 jours | 25 417 t |

Note : FrgKpt. = Fregattenkapitän 

### Rudeltaktik
L'U-442 prit part à cinq Rudeltaktik (meutes de loup) durant sa carrière opérationnelle.
- Luchs (27 septembre - 6 octobre 1942)
- Panther (6-12 octobre 1942)
- Leopard (12-19 octobre 1942)
- Veilchen (27 octobre - 4 novembre 1942)
- Delphin (26 décembre 1942 - 12 février 1943)

## Navires coulés
L'U-442 coula 4 navires marchands pour un total de 25 417 tonneaux au cours des 2 patrouilles (116 jours en mer) qu'il effectua.
| Date              | Nom             | Nationalité | Tonnage | Fait  |
| ----------------- | --------------- | ----------- | ------- | ----- |
| 25 septembre 1942 | Empire Bell     | Royaume-Uni | 1 744   | Coulé |
| 4 novembre 1942   | Hatimura        | Royaume-Uni | 6 690   | Coulé |
| 9 janvier 1943    | Empire Lytton   | Royaume-Uni | 9 807   | Coulé |
| 27 janvier 1943   | Julia Ward Howe | USA         | 7 176   | Coulé |